# 平木正洋
平木 正洋（ひらき まさひろ、1961年4月3日 - ）は、日本の裁判官、検察官。最高裁判所事務総局刑事局長兼図書館長、前橋地方裁判所長、東京高等裁判所部総括判事、東京地方裁判所長や大阪高等裁判所長官を経て最高裁判所裁判官。

## 経歴
出生地は兵庫県神戸市であるが、その後高知県高知市、東京都、北海道札幌市へと移る。北海道札幌南高等学校、東京学芸大学附属高等学校を経て、1985年東京大学法学部を卒業。
- 1985年　司法修習生
- 1987年　東京地方裁判所判事補
- 1992年4月　東京地方検察庁検事
- 1992年7月　外務省在アメリカ合衆国日本国大使館二等書記官
- 1994年　東京地方裁判所判事補、東京簡易裁判所判事
- 1997年　佐賀地方裁判所判事補、佐賀家庭裁判所判事補、佐賀簡易裁判所判事
- 1999年　佐賀地方裁判所判事、佐賀家庭裁判所判事、佐賀簡易裁判所判事
- 2000年　最高裁判所調査官、東京地方裁判所判事
- 2006年　東京地方裁判所判事（第11刑事部）
- 2007年　最高裁判所事務総局刑事局参事官、東京地方裁判所判事
- 2011年　最高裁判所事務総局情報政策課長、東京地方裁判所判事
- 2013年4月 東京地方裁判所部総括判事（刑事第16部）
- 2015年3月 最高裁判所事務総局刑事局長兼最高裁判所図書館長[2]
- 2018年1月 前橋地方裁判所長[3]
- 2019年4月 東京高等裁判所部総括判事
- 2021年10月 東京地方裁判所長
- 2023年4月 大阪高等裁判所長官
- 2024年8月 最高裁判所裁判官
- 2024年10月27日 最高裁判所裁判官国民審査において、罷免を可とする票5,419,857票、有効票のうち罷免を可とする率9.97%で信任[4]。

刑事畑が長く、最高裁事務総局刑事局で勤務した際には裁判員制度の裁判員の選任などの制度設計を担当した。

## 担当訴訟
東京地裁判事として
- 2005年10月7日、覚醒剤取締法違反（使用、所持）の罪に問われた体操の元五輪代表選手・中島聡子に懲役2年6月の実刑判決を言い渡した[6]。

- 2007年6月25日、ミツトヨの不正輸出事件（外為法違反）の罪に問われた同社副会長ら4人に有罪判決、法人としてのミツトヨには罰金4500万円の判決を言い渡した[7]。

- 2010年4月22日、鳩山由紀夫の資金管理団体「友愛政経懇話会」の偽装献金事件で政治資金規正法違反の罪に問われた元公設第1秘書に禁固2年、執行猶予3年の有罪判決を言い渡した[8]。

東京地裁部総括判事として
- 2013年6月11日、山形・東京連続放火殺人事件の裁判員裁判で、被告人の男に求刑通り死刑判決を言い渡した[9]。

東京高裁部総括判事として
- 2021年3月23日、千葉小3女児殺害事件の控訴審において、無期懲役とした千葉地方裁判所の一審判決を支持し、改めて死刑を求刑した検察側と無罪を主張した弁護側双方の控訴を棄却した[10]。